# Ján Francisci-Rimavský
Ján Francisci-Rimavský all'anagrafe Ján Francisci (Hnúšťa, 1º giugno 1822 – Martin, 7 marzo 1905) è stato un poeta, scrittore e traduttore slovacco, noto anche con gli pseudonimi Janko Rimavský, Slavoľub e Vratislav Rimavský.

## Biografia
Dal 1827 frequentò la scuola di Hnúšťa, fra il 1830 e il 1834 studiò alla scuola latina di Ožďany, dal 1834 al 1839 al liceo evangelico di Levoča, quindi dal 1839 al 1843 a Presburgo, l'odierna Bratislava. Nel 1843 sostenne l'esame di teologia e poco dopo (1845-1847) proseguì gli studi dedicandosi alla giurisprudenza nel collegio di Prešov. Durante il periodo degli studi a Presburgo conobbe Ľudovít Štúr, la principale personalità del Risorgimento slovacco.
Fu impiegato come sostituto del professore alla cattedra di lingua e letteratura a Levoča e successivamente presso il vicepresidente del comitato di Gömör-Kishont Gustáv Fáy. Nel 1848 con Štefan Marko Daxner e Michal Miloslav Bakulíny organizzò la guardia nazionale. Fu condannato al carcere e fu detenuto a Plešivec e a Pest e dopo la scarcerazione divenne capitano dei volontari slovacchi nell'Insurrezione slovacca del 1848-1849.
Dopo la rivoluzione lavorò a Banská Bystrica e dal 1853 al 1859 fu impiegato come commissario amministrativo a Debrecen. Nel 1860 divenne consigliere del regio consiglio luogotenenziale di Buda. Accanto al soprintendente Karol Kuzmány divenne rappresentante temporale della Chiesa evangelica slovacca nel Regno d'Ungheria. Dal 1861 al 1863 fu caporedattore del giornale "Pešťbudínské vedomosti". Fu presidente del consiglio provvisorio della Matica slovenská e dopo la fondazione vicepresidente onorario. Dal 1864 al 1865 fu presidente del comitato di Liptó, ma dopo l'accordo fra austriaci e magiari fu pensionato. Si trasferì allora a Revúca, dove ebbe il posto di preside del liceo cittadino.
Prese posizione contro la magiarizzazione imposta nel Regno d'Ungheria e in difesa dell'identità nazionale slovacca.
Nel 1872 si trasferì nuovamente a Martin, ritirandosi dalla vita culturale e politica. Fu sepolto al Cimitero nazionale di Martin.

## Attività
I suoi primi scritti letterari furono pubblicati sul giornale "Nitra". Questi primi scritti possono essere considerati fra le prime opere scritte nello slovacco codificato da Ľudovít Štúr (štúrovčina). Scrisse poesie patriottiche, liriche, ma si dedicò anche a ballate e poesie d'amore. Per quanto riguarda la prosa si dedicò soprattutto ad opere storiche scritte in linguaggio popolare, raccolse fiabe popolari slovacche. Fu anche curatore delle edizioni delle raccolte di Pavol Dobšinský a di Jozef Škultéty. Sul giornale "Orol" pubblicò molte recensioni di opere contemporanee.

## Opere
- 1844 – Ohlas ("Appello"), poesia
- 1844 – Janko podhorský, prosa storica
- 1844 - Svojim vrstovňíkom na pamjatku ("Ai suoi contemporanei per memoria"), prima opera stampata in štúrovčina, Bratislava
- 1845 – Slovenskje povesti, ("Racconti slovacchi"), Levoča
- 1868 - Vzájomné pomocnice ("Aiuti reciproci"), Budapešť
- 1871 - Poviedky pre slovenské dietky ("Racconti per bambini slovacchi"), Martin
- 1871 - Zornička ("Stella diana"), Martin
- 1889 – Iskry zo zaviatej pahreby ("Scintille dalla brace coperta"), raccolta di poesie d'amore, Martin
- 1895 – Nákres povstania, ustrojenia, vyvinovania sa a výsledku účinkovania kníhtlačiarsko-účastinárskeho spolku v Turčianskom Svätom Martine a jeho kníhtlačiarne za prvých dvadsaťpäť rokov (1870 – 1894) jeho jestvovania ("Descrizione della nascita, organizzazione, sviluppo e conseguimento di risultati della società di stampa libraria e partecipazione di Turčianský Svätý Martin dopo i primi venticinque anni di attività (1870 – 1894)", Martin
- 1897 – Črty z doby moysesovskej ("Lineamenti dei tempi di Moyzes"), opera sulle vicende di Štefan Moyzes, primo presidente della Matica slovenská in occasione del centenario della nascita
- 1899 - Vyšetrovanie Slovenského ústavu na evanj. lyceume v Prešporku r. 1843 ("Ricerca dell'istituto slovacco del liceo evangelico di Presburgo"), in "Slovenské pohľady", 19, 1899, pp. 651–665
- 1899 - Osvedčenie Štefana Marka Daxnera, podané r. 1848 Eugenovi Kubínyimu... o proklamácii "Bratia Slováci" ("Attestato di Štefan Marko Daxner emesso nel 1848 a Eugen Kubíny sulla proclamazione dei "Fratelli Slovacchi"), in Slovenské pohľady, 19, 1899, s. 714-721
- 1909 – Vlastný životopis ("Autobiografia"), Martin

## Traduzioni
- 1871 – William Shakespeare: Láska zdolá všetko alebo Skrotená divočka, Martin
- 1880 - H. Börnstein: Oklamaní klamári, Martin
- 1880 - Aleksander Fredro: Dámy a husári, Martin
- 1900 - Roderich Benedix: Nežné príbuzenstvo, Martin
- 1900 - Aleksander Fredro: Hrúza, čo sa robí, Martin
- 1907 - Ch. Birch-Pfeifer: Diablik, Martin